# 3-й армейский корпус (Великая армия)
3-й армейский корпус Великой армии (фр. 3e corps d'armée) — образован 29 августа 1805 года из частей, дислоцированных в лагере Брюгге, и входивших в состав Армии Берегов Океана.
15 октября 1808 года корпус был преобразован в Рейнскую армию.
19 апреля 1811 года как Рейнский обсервационный корпус Германской армии, с 1 июля 1811 года — Обсервационный корпус Океанского побережья, 10 января 1812 года реорганизован и включен в состав Великой армии, 1 апреля 1812 года наименован 3-м армейским корпусом.

## Состав корпуса
На 25 сентября 1805 года:
- 1-я пехотная дивизия (дивизионный генерал Батист Биссон)
- 2-я пехотная дивизия (дивизионный генерал Луи Фриан)
- 3-я пехотная дивизия (дивизионный генерал Этьен Гюден)
- бригада лёгкой кавалерии (бригадный генерал Жан-Батист Вьялан)

На 5 ноября 1805 года:
- дивизия авангарда (бригадный генерал Этьен Эдле де Бьер)
- 1-я пехотная дивизия (дивизионный генерал Огюст Каффарелли)
- 2-я пехотная дивизия (дивизионный генерал Луи Фриан)
- 3-я пехотная дивизия (дивизионный генерал Этьен Гюден)
- бригада лёгкой кавалерии (бригадный генерал Жан-Батист Вьялан)

На 14 октября 1806 года:
- 1-я пехотная дивизия (дивизионный генерал Шарль Моран)
- 2-я пехотная дивизия (дивизионный генерал Луи Фриан)
- 3-я пехотная дивизия (дивизионный генерал Этьен Гюден)
- бригада лёгкой кавалерии (бригадный генерал Жан-Батист Вьялан)

На 1 июля 1812 года:
- 10-я пехотная дивизия (дивизионный генерал Франсуа Ледрю дез Эссар)
- 11-я пехотная дивизия (дивизионный генерал Николя Разу)
- 12-я дивизия пехоты (дивизионный генерал Луи Партуно) с мая 1812 года
- 25-я пехотная (вюртембергская) дивизия (кронпринц Вюртембергский Вильгельм Фридрих Карл)
- 9-я бригада лёгкой кавалерии (бригадный генерал Пьер Мурье)
- 14-я бригада лёгкой кавалерии (бригадный генерал Фредерик Бёрманн)

На 16 октября 1813 года:
- 8-я пехотная дивизия (дивизионный генерал Мишель Брайе)
- 9-я пехотная дивизия (дивизионный генерал Антуан Дельма)
- 11-я пехотная дивизия (дивизионный генерал Этьен Рикар)
- 23-я бригада лёгкой кавалерии (бригадный генерал Фредерик Бёрманн)

## Командование корпуса

### Командующие корпусом
- маршал Николя Даву (29 августа 1805 – 15 октября 1808)
- маршал Мишель Ней (1 апреля 1812 – 23 августа 1813)
- дивизионный генерал Жозеф Суам (23 августа – 18 октября 1813)
- дивизионный генерал Этьен Рикар (18 октября – 7 ноября 1813)

### Начальники штаба корпуса
- бригадный (с 31 декабря 1806 –  дивизионный) генерал Жозеф Дольтанн (1 сентября 1805 – 12 сентября 1808)
- бригадный генерал Луи Вильмонте (1812)
- бригадный генерал Антуан-Анри Жомини (1813)
- бригадный генерал Жан Тарер (1813)

### Командующие артиллерией корпуса
- дивизионный генерал Жан-Бартелемо Сорбье (29 августа 1805 – 23 сентября 1806)
- бригадный (с 3 марта 1807 –  дивизионный) генерал Антуан Аник (23 сентября 1806 – 15 октября 1808)
- дивизионный генерал Луи Фуше (1812)
- дивизионный генерал Жозеф Шарбоннель (1813)